# Loan Laure
Pour les articles homonymes, voir Laure.
Loan Laure née le 7 août 1978 à Nanterre, est une ancienne actrice pornographique française.

## Biographie
Loan Laure a des origines vietnamienne et tunisienne. D'abord go-go danseuse et mannequin de charme, elle devient, à la suite d'un casting, animatrice sur la chaîne XXL. Elle fait alors la connaissance des actrices Clara Morgane et Estelle Desanges, qui l'aident à intégrer le milieu du cinéma pornographique.
Elle est révélée dès son premier film, La Menteuse de Fred Coppula, dont elle interprète le rôle principal aux côtés de Mélanie Coste. Le succès de ce film permet à Loan Laure de devenir d'emblée une vedette du porno français. On la voit également dans des téléfilms érotiques diffusés sur M6. À l'image de Clara Morgane et de Mélanie Coste, Loan Laure tourne peu de films, et met fin à sa carrière X après une dizaine de longs-métrages. Après sa retraite du porno, elle continue pendant quelques années à animer un service audiotel et un site Internet, mais cesse par la suite toute activité publique.

## Filmographie partielle

### Films pornographiques
- 2003 : La Menteuse de Fred Coppula
- 2004 : La Totale de Fred Coppula
- 2004 : Chrono Sex de Fred Coppula
- 2004 : Salopes de Fred Coppula
- 2004 : Tentations d'une femme mariée de Fred Coppula
- 2004 : La Nymphomane de Yannick Perrin
- 2005 : La 69e compagnie de Fabien Lafait (rôle non sexuel)
- 2006 : Volupté de Anthony Carvallo
- 2006 : Tu bosses ou tu baises de Frédéric La Verge (rôle non sexuel)
- 2008 : EuroBabes 15

### Téléfilms érotiques
- 2004 : Les tropiques de l'amour
- 2005 : Plaisirs défendus de Marc Riva
- 2005 : Pour le meilleur et pour le plaisir de Gilbert Pop
- 2005 : Surprise party de Claire Delune
- 2007 : Fantasmes

### Clips vidéos
- 2004 : La.la.la.la.la de 4.21

### Films classiques
- 2007 : La Maison de Manuel Poirier